# 投资者—国家争端解决
投资者—国家争端解决英文为investor-state dispute settlement，缩写为ISDS。
在传统国际法上，争端解决程序仅适用于国家之间。如果外国投资者的权益遭受东道国不法措施的侵害，其只能寻求母国的外交保护。